# Thomas Chatterton
Thomas Chatterton (ur. 20 listopada 1752 w Bristolu, zm. 24 sierpnia 1770 w Holborn) – angielski poeta preromantyzmu. Autor popularnych ballad, ogłoszonych jako odkryte utwory średniowieczne.

## Życiorys

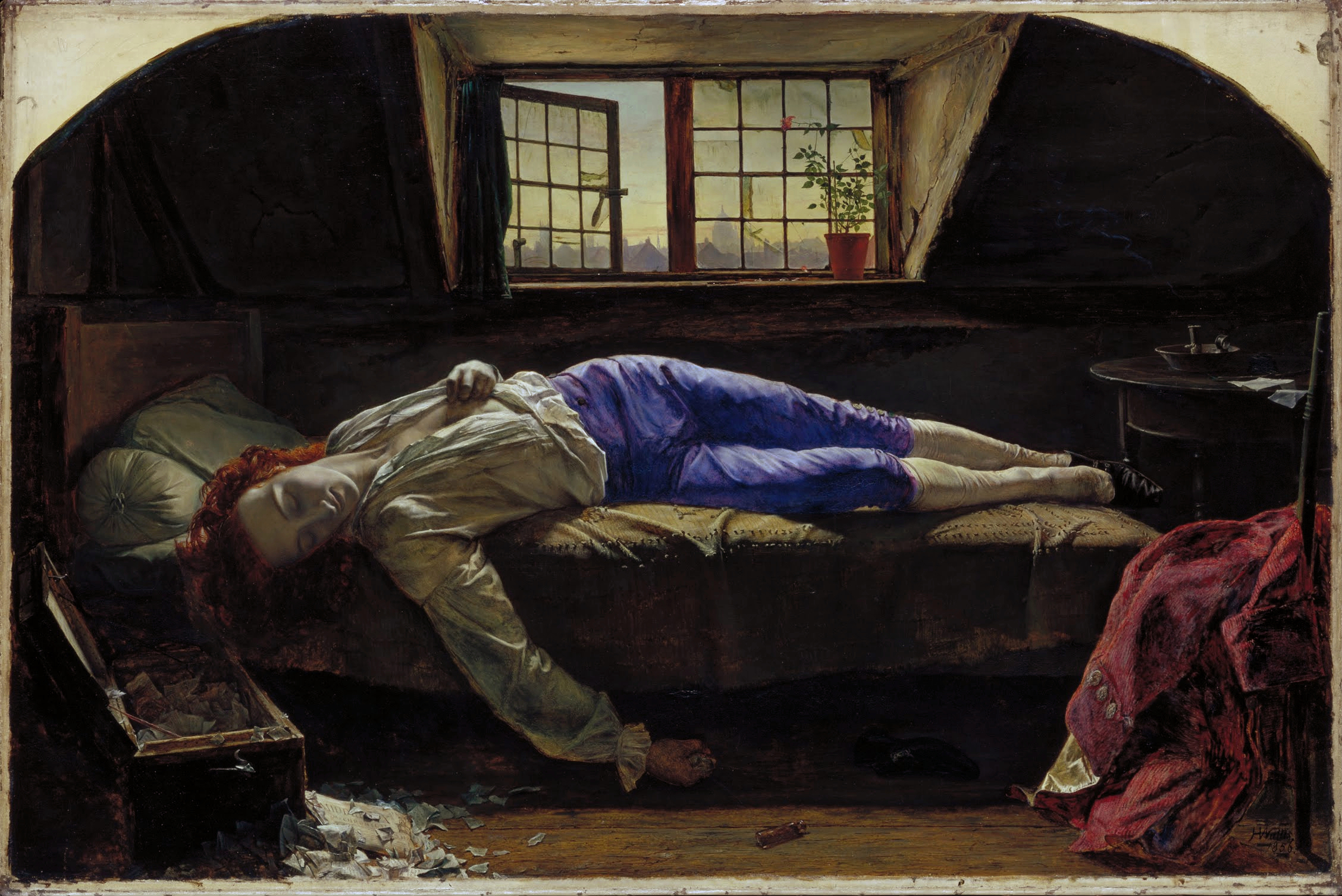
Samobójstwo Chattertona, obraz Henry’ego Wallisa.

Był synem nauczyciela, który zmarł jednak niedługo przed jego narodzinami. Rodzinę utrzymywała matka, zarabiając na życie szyciem. Uczęszczał do szkoły parafialnej, gdzie cieszył się opinią nieuka, później terminował jako pisarz u miejscowego adwokata. Wolny czas poświęcał studiom nad historią średniowieczną oraz starymi manuskryptami znajdującymi się w kolekcji jego ojca i bibliotece kościelnej. Z czasem wykreował postać fikcyjnego XV-wiecznego poety, Thomasa Rowleya, którego nazwisko zapożyczył od bristolskiego księdza odnalezionego w kościelnych księgach. Odkrytymi rzekomo przez siebie średniowiecznymi rękopisami z utworami Rowleya usiłował zainteresować antykwariuszy, którzy jednak rozpoznali w nich oszustwo. Mistyfikacji nie dał się także zwieść Horatio Walpole, który poradził Chattertonowi publikowanie pod własnym nazwiskiem bardziej współczesnych wierszy, głównie satyr. Utwory te, zamieszczane na łamach gazet, nie spotkały się jednak z większym zainteresowaniem publiczności, w związku z czym po przeprowadzce do Londynu w 1770 roku Chatterton nie był w stanie utrzymać się z pisarstwa. Pozbawiony stałego zawodu i głodujący, popełnił samobójstwo zażywając arszenik.
Poezje rzekomego Thomasa Rowleya zostały wydane drukiem przez Thomasa Tyrwhitta w 1777 roku i stały się bestsellerem, również ze względu na wpisujące się w konwencję romantyczną nieszczęśliwe losy Chattertona. Choć już ich wydawca przekonany był o fałszerstwie, wokół autentyczności utworów przez wiele lat toczyła się dyskusja podobna jak wokół Pieśni Osjana.

## Polskie tłumaczenia
Jedną z ballad Chattertona pt. Tragedia bristolska, czyli śmierć pana Karola Bawdina (ang. Bristowe Tragedie: Or The Dethe Of Syr Charles Badwin) Jan Kasprowicz zamieścił w swoim tłumaczeniu na język polski w autorskiej antologii Poeci angielscy wydanej w 1907.